# Épée (escrime)
L’épée est l’une des trois armes de l’escrime sportive (avec le fleuret et le sabre). Des règles particulières régissent les assauts à l’épée : la cible est constituée de tout le corps de l’adversaire, les coups ne se donnent qu’avec la pointe (arme d’estoc), les « coups doubles » sont autorisés, la piste est normée, l’arme est standardisée. En compétition, l'épée est inscrite au programme des premiers Jeux olympiques de l’ère moderne, en 1896.

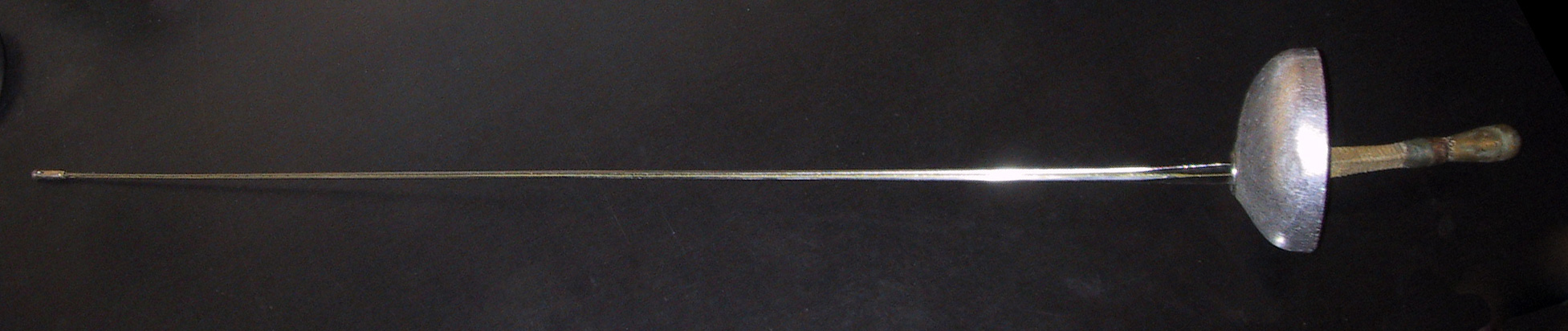
Une épée à poignée droite pour l’escrime sportive

## Caractéristiques
L’épée est une arme d’estoc. Ses mesures sont standardisées : longueur de la lame de 90 centimètres maximum, section triangulaire de la lame sans affûtage, longueur de poignée de 20 centimètres maximum, masse de 770 grammes maximum. La lame doit être rectiligne ; seule une courbure de 1 centimètre est tolérée.
Depuis 1933, l’arme est équipée d’une « mouche » électrique : un bouton électrique est fixé à l’extrémité de la lame, dont deux fils électriques très fins partent. Ceux-ci sont fixés dans une rainure à l’intérieur de la lame et sont reliés à une prise électrique près du pouce du tireur. On branche là un « fil de corps » relié à un dispositif de signalisation. La mouche fonctionne alors sur le principe d’un interrupteur : une pression supérieure à 750 grammes déclenche le passage du courant électrique, et un signal sonore ou visuel intervient.
La coquille de l’épée est circulaire. Elle protège la main armée. Son diamètre ne doit pas dépasser 13,5 centimètres. Elle est isolée électriquement pour ne pas être comptabilisée comme une surface valable.
La poignée ne doit pas mesurer plus de 20 centimètres de longueur. Il en existe plusieurs types : droite ou orthopédique (aussi appelée crosse).

## Règles

En rouge, la « surface valable » pour les touches lors d’un assaut à l’épée

Les règles d’assaut à l’épée sont simples. Le premier tireur qui touche son adversaire emporte le point. Si les deux tireurs se touchent en même temps, le « coup double » est accordé, et les deux tireurs gagnent chacun un point. La surface valable est constituée de la totalité du corps du tireur adverse. Les coups ne se portent qu’avec la pointe de l’arme. L’épée ne compte pas comme surface valable, et est isolée électriquement. Contrairement au fleuret et au sabre, il n’y a pas de convention de priorité.
En compétition, un système de comptage de points régit les assauts : en catégorie senior, par exemple, le premier des deux tireurs qui atteint 15 points remporte le match. Un assaut se déroule en trois périodes de trois minutes, séparées par des pauses de une minute.

## Convention
La convention de l’épée a été adoptée à Paris en juin 1914 par la commission d’épée de la Fédération internationale d’escrime. Elle reprend, précise et complète les règlements élaborés par les diverses commissions et académies depuis 1882.
Des règles qui régissent les épreuves à l’épée électrique sont ajoutées en 1936.

## Technique et maniement de l’épée

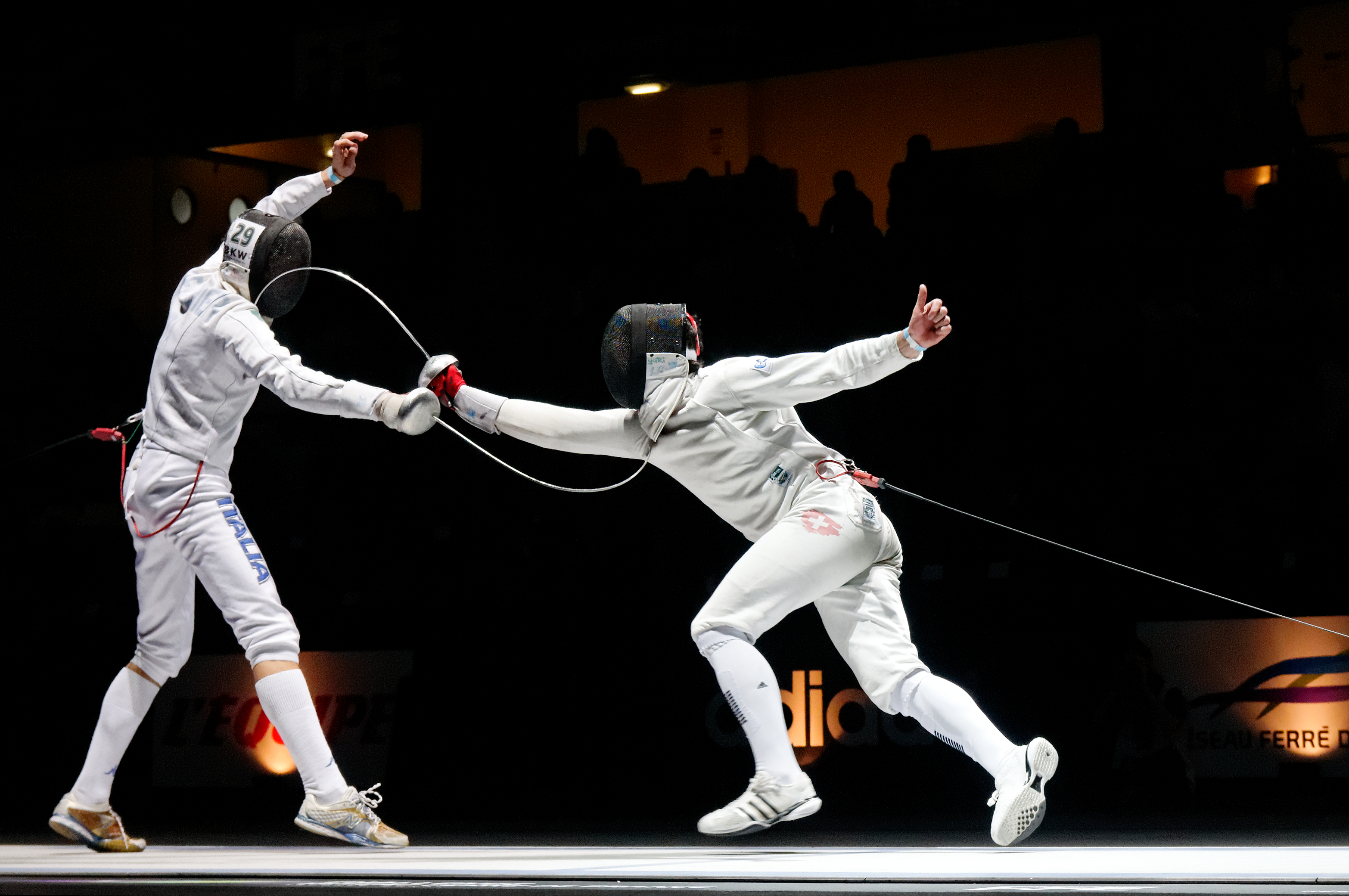
Finale de l’édition 2012 du Challenge Monal (tournoi de coupe du monde d’épée à Paris), opposant Diego Confalonieri (à gauche) à Fabian Kauter (à droite). Kauter touche en attaquant en flèche alors que Confalonieri touche en contre-attaque (arrêt).

À l’épée, il ne s’agit pas de jouer uniquement sur la souplesse et la technique (comme au fleuret) ou sur la vitesse et l’explosion (comme au sabre), mais d’allier ces différents facteurs au sein d’une stratégie mouvante et vivante qui permet de prendre au piège le tireur adverse. L’épée est l’arme de l’attente, de l’observation, de la préparation. Quand la faille adverse est enfin découverte et percée à jour, il s’agit de s’y engouffrer avec force, rapidité et finesse.
On observe généralement deux types d’épéistes : les premiers, opportunistes, attendent une erreur de leur adversaire et fondent sur lui quand l’occasion espérée se présente ; les seconds, que l’on qualifiera de « bretteurs », tendent à provoquer une erreur chez leur adversaire en l’attaquant de front. Ces deux attitudes varient souvent au cours de l’assaut, selon la personnalité du tireur adverse, l’ambiance dans laquelle a lieu le duel, l’état de corps et d’esprit de l’escrimeur lors du combat.

## Compétitions

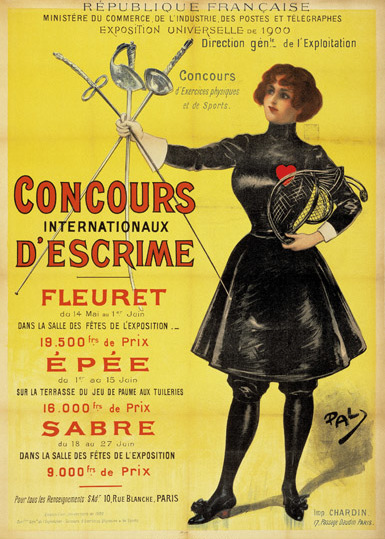
L’épée aux Jeux olympiques de Paris, en 1900

- Jeux olympiques. L’épée en catégorie masculine est inscrite au programme des tout premiers Jeux de l’ère moderne, en 1896, mais aucun tireur ne se présente. Aux Jeux olympiques de 1900 et depuis, l’épée est une épreuve emblématique. En 1908, la compétition par équipe est autorisée. En 1996 seulement, les femmes sont autorisées à participer, en individuelle et par équipe.

- Championnats du monde. Les premiers championnats du monde d’escrime ont lieu en 1921 et chaque année depuis. La première compétition par équipe en catégorie masculine a lieu en 1931. La compétition en catégorie féminine est créée en 1988.

- Coupe du monde d’escrime
- Challenge Monal

## Épéistes célèbres
- Alexandre Bardenet
- Yannick Borel
- Georges de la Falaise (1866-1910)
- Laura Flessel
- Lucien Gaudin (1886-1934)
- Gautier Grumier
- Fabrice Jeannet
- Pavel Kolobkov
- David Maillard (handisport)
- Auriane Mallo
- Edoardo Mangiarotti
- Timea Nagy
- Christian d’Oriola (1928-2007)